# Мускардини, Кристиана
Кристиана Мускардини (6 ноября 1948, Каннобио) — итальянский публицист и политик правого толка, депутат Европарламента в 1989—2014 годах.

## Политическая карьера
Получив высшее образование по специальности философия, Кристиана Мускардини присоединилась к активистам Итальянского социального движения (1972—1994), став затем лидером Национального альянса (1995—2009).
С 1980 по 1990 годы она также являлась советником муниципалитета Милана. На выборах 1983 года ей удалось стать депутатом итальянского парламента, а в 1989 году Кристиана Мускардини впервые прошла в Европарламент.
С 2000 по 2004 годы она занимала пост вице-президента Европейского союза наций, крайне правой парламентской фракции. С 2004 по 2009 годы руководила работой нового парламентского объединения Альянс Наций за Европу. В 2009 году вошла в блок представителей Европейской народной партии, однако уже в 2012 году перешла в партию европейских консерваторов и реформистов. Выборы 2014 года Кристина Мускардини проиграла.

## Награды
- Командор итальянского Ордена Святых Маврикия и Лазаря

## Внешние ссылки
- Personal site